# Герб Браслава
Герб Браслава — геральдический символ города Браслав и Браславского района Витебской области Республики Беларусь. Получен в 1792 году, современный вариант утверждён 20 января 2006 года. Внесён в Гербовый матрикул Беларуси 6 февраля 2006 года под номером Б-56.

## Описание
Официальное описание герба:
Герб города Браслава представляет собой изображение в голубом поле барочного щита золотого солнца, на котором находится голубой треугольник с изображением глаза человека — глаза Божьего благословения.
Художник герба — А.В. Левчик.

## Символика

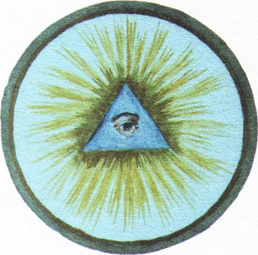
Исторический герб Браслава (реконструкция)
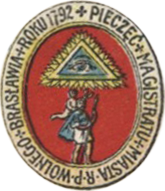
Печать с гербом города, 1792 (реконструкция)

Изображение человеческого глаза широко используется при украшении алтарей в храмах и на предметах культового предназначения. В христианской иконографии глаз — в центре солнечных лучей или в треугольнике с направленной вверх вершиной — является общеизвестным символом божественной вездесущей силы или же Троицы. Глаз символизирует наблюдение Бога за жизнью и деяниями людей, треугольник — это триединство Бога Отца, Сына и Духа Святого. Солнце с древнейших времен является символом жизни, огня, который обладает очистительной силой. «Око провидения» на гербе Браслава в символической форме передает Божью опеку над городом, хранит его от всех бед.

## История
Герб Браслава получен 2 июня 1792 года по привилею польского короля Станислава Августа Понятовского. В тексте грамоты не говорится о цвете щита, поэтому при восстановлении герба использовалась реконструкция А.Титова: «В голубом поле золотое солнце, на котором голубой треугольник с человеческим глазом — глазом Божьего благословления».
Новый герб был утверждён Указом Президента Республики Беларусь № 36 от 20 января 2006.